# Gekko canhi
Gekko canhi es una especie de gecos de la familia Gekkonidae.

## Distribución geográfica yhábitat
Es endémica del norte de Vietnam. Su rango altitudinal oscila entre 200 y 1500 m s. n. m..